# Wolf József (katona)
Wolf József (Névvariáns: Volf) (Újfalu, Pozsony vármegye, 1829. − Pozsony?) magyar honvédfőhadnagy.

## Életútja
Római katolikus nemesi származású hivatalnok fia. Gimnáziumban érettségizett. 1846-tól hadfi a 8. Koburg huszárezrednél Galiciában. Az 1848–49-es forradalom és szabadságharc idején 1848. október 28-án ezrede 7. századával Sulyok főhadnagy vezetésével megszökött, hazatért és csatlakozott a honvédsereghez. 1848. novembertől honvéd huszár hadnagyi rangban, 1848. decemberétől főhadnagyi rangban teljesített szolgálatot. 1849. februártól alszázados ezredének az erdélyi hadtestnél harcoló osztályában.
A szabadságharc leverése után Törökországba menekült, onnan 1851-ben Amerikába. Kossuth Lajos hűséges híve volt, ő is aláírta 1852. májusában azt az ívet, amely elítélte Szedlák Mátyás Kossuth Lajost gyalázó röpiratait. Bostonban Kalapsza János Kinizsi Istvánnal, Zágonyi Károllyal és Wolf Józseffel működtetett női lovagló iskolát, amelyet később segítőtársaira hagyott. Wolf egy idő után Kaliforniába ment aranyásónak. 1866-ban tért haza Pozsonyba, ahol a kiegyezés után pénzügyőrként működött. Tagja lett a Pozsony vármegyei honvédegyletnek. Halálának ideje nem ismert.